# Пусть говорят (фильм, 2020)
«Пусть говорят» (англ. Let Them All Talk) — комедийный фильм Стивена Содерберга. В главных ролях в фильме снялись Мерил Стрип, Кэндис Берген, Джемма Чан и Дайан Уист. Значительная часть диалогов была сымпровизирована актёрским составом.

## Сюжет
Писательница едет в путешествие с друзьями и племянником, пытаясь повеселиться и привыкнуть к событиям прошлого.

## В ролях
- Мерил Стрип — Элис Хьюз
- Джемма Чан — Карен
- Кэндис Берген — Роберта
- Дайан Уист — Сьюзан
- Лукас Хеджес

## Производство
В августе 2019 стало известно, что Мерил Стрип и Джемма Чан сыграют главные роли в фильме режиссёра Стивена Содерберга. 19 августа стало известно, что стриминговый сервис HBO Max приобрёл права на фильм, а другие главные роли сыграют Кэндис Берген и Дайан Уист. Сценарий написала Дебора Эйзенберг.
Производство фильма началось в августе 2019 года в Нью-Йорке. Съёмки продолжились на лайнере RMS Queen Mary 2 в то время, когда он пересекал Атлантику, что заняло две недели.

## Премьера и отзывы
Премьера фильма состоялась 10 декабря 2020 года на стриминговой платформе HBO Max.

### Отзывы и оценки
На сайте Rotten Tomatoes у фильма 89 % положительных рецензий на основе 108 рецензий со средней оценкой 7,20 из 10. На сайте Metacritic фильму дан взвешенный балл 72 из 100, основанный на 31 рецензии.